# Božidar Maljković
Božidar « Boža » Maljković (en cyrillique serbe : Божидар Маљковић), né le 20 avril 1952 à Otočac, est un entraîneur serbe de basket-ball.

## Biographie
Il entame sa carrière d'entraîneur, à 19 ans, devant mettre un terme à sa carrière de joueur. Il s'occupe d'un petit club de Belgrade de 1971 à 1979 avant de rejoindre le club de OKK Radnicki, tout d'abord en tant qu'assistant puis en tant qu'entraîneur en chef. Il continue son évolution en rejoignant l'Étoile rouge Belgrade, de nouveau en tant qu'assistant entre 1981 et 1986.
En 1986, il prend en charge une équipe de jeunes joueurs, le Jugoplastika Split. Avec ce dernier club, il remporte ses premiers trophées lors de la saison 1987-1988 : le Jugoplastika remporte le Championnat ce qui lui donne le droit de participer à la Coupe des clubs champions lors de la saison suivante.
À la surprise de tous les spécialistes, Split atteint le Final Four. Split élimine le FC Barcelone en demi-finale, porté par les 24 points de Toni Kukoč, 19 de Duško Ivanović et 18 de Dino Rađa. En finale, le club se voit opposer le Maccabi Tel-Aviv. Mais ses jeunes joueurs sont de nouveau exact au rendez-vous, Kukoč marquant 18 points et Rađa 24, Celui-ci obtenant de plus le titre de MVP du Final Four. En Yougoslavie, Split remporte un nouveau titre de champion ce qui lui assure une nouvelle place en Coupe des clubs champions. Le Partizan l'empêche de réaliser une saison plein avec une victoire en Coupe sur le score de 87 à 74.
Le Yugosplatika retrouve de nouveau le Final Four en 1990 qui se déroule à Saragosse. Split, conduit par Kukoč, met fin aux espoirs du FC Barcelone de remporter sa première Coupe des clubs champions en finale. Maljković quitte son club après un grand chelem: l'Europe, et trois titres nationaux avec la Coupe de Yougoslavie, le championnat face à l'Étoile rouge et la SuperCoupe de Yougoslavie.
Il rejoint le club catalan de Barcelone. Avec celui-ci, il participe à son troisième Final Four consécutif, Final Four qui a lieu à Paris. En demi-finale, Barcelone se débarrasse aisément du Maccabi Tel-Aviv. En finale, Maljković se voit confronté à son ancienne équipe. Malgré quelques départs, dont Rađa, son ancien club a gardé son style de jeu. Mené par Kukoč et Sabin, Split remporte son troisième titre consécutif. Les résultats en Espagne ne sont également pas ceux attendu, malgré une victoire dans la Coupe du Roi. Le Barça ne finit que finaliste du championnat, battu par Badalone.
Il commence la saison 1991-1992 au Barça mais en novembre, il décide de ne pas poursuivre l'expérience. Plus tard dans la saison, il rejoint le championnat de France en prenant la direction du CSP Limoges. Il redonne confiance aux cadres du club comme Richard Dacoury. Maljković fait pratiquer à ses joueurs un basket de contrôle : les attaques vont pratiquement au bout des 30 secondes de possession réglementaire pour épuiser son adversaire dans les phases défensives. Il s'appuie également sur une forte défense qui limite par exemple les équipes adverses à 53,5 points lors du Final Four 1993 d'Athènes. Avec Maljković, le Limoges CSP remporte le titre de Champion d'Europe, mettant fin aux espoirs de Kukoč, évoluant maintenant sous les couleurs du Benetton Trévise de remporter son quatrième titre européen avant son départ pour la NBA,, aux Bulls de Chicago. Cette victoire de Limoges se double d'une victoire en Championnat de France.
Lors de la saison européenne suivante, le CSP atteint les quarts de Final, mais il est éliminé par le Panathinaïkos. Maljković remporte toutefois son deuxième titre de champion de France avec Limoges.
Limoges atteint à nouveau le Final Four en 1995. Le club est éliminé par le Real Madrid en demi-finale, grâce à Arvydas Sabonis. En championnat de France, Limoges atteint les demi-finale, mais est éliminé par Pau.
Après cette dernière saison, il part monnayer son talent en Grèce, rejoignant le Panathinaïkos. Sous sa direction, celui-ci obtient le premier titre de champion d'Europe pour un club européen. Le nouveau champion d'Europe est battu en finale du championnat de Grèce par l'Olympiakos. Il remporte toutefois la Coupe de Grèce.
Il poursuit chez les verts du Panathinaïkos mais finalement, en avril il doit quitter son poste.
Il retrouve la France pour la saison suivante en prenant la direction du PSG Racing Basket, champion de France en titre. Cependant, le club est éliminé en quart de finale par le Limoges CSP.
Il ne reste qu'une saison et décide de s'accorder une année sabbatique. Il en profite pour se rendre aux États-Unis, pour analyser le jeu de la NBA.
Pour la saison suivante, il rejoint la Liga ACB en signant au club de Unicaja Malaga. Le club évolue en Coupe Korać. En finale, Malaga retrouve l'ancien club de Maljković, le Limoges CSP. Ce dernier, malgré les problèmes financiers qui le poursuivent élimine Malaga, remportant ainsi son cinquième titre européen. La saison suivante, le club espagnol atteint de nouveau la finale de la Coupe Korać. Cette fois, le club bat Hemofarm Vršac en Final.
La saison suivante, Malaga termine à la deuxième place de la phase régulière, avant de confirmer durant les play-offs en atteignant la finale face au Tau Vitoria. Ce dernier remporte la finale par trois victoires à zéro.
Après une nouvelle saison à Malaga, il rejoint le Real Madrid. Le Real remporte le titre de champion lors de sa première saison
En mars 2007, il prend en charge l'équipe espagnole du Tau Vitoria en remplacement de Velimir Perasović, qu'il avait dirigé lors celui-ci évoluait sous les couleurs du Yugosplatika. Perasović a dû abandonner son poste pour des raisons de santé. Le Tau Vitoria échoue lourdement en demi-finale du Final Four 2007 face au club grec du Panathinaïkos. Après un nouvel échec en championnat, élimination lors du match décisif des demi-finales par Barcelone, il se voit alors confronté à de sévères critiques par la presse espagnole. Bien qu'il ait signé un contrat qui courait sur la saison 2007-08, il quitte le club en juillet 2007.
Il signe à l'été 2011 avec le club russe Lokomotiv Kouban-Krasnodar, poste dont il est démis de ces fonctions en novembre de la même année. En décembre 2010, il prend la direction de l'équipe de Slovénie à l'Euro 2011.
En 2012, il est désigné entraîneur du club croate de KK Cedevita mais il démissionne de son poste au mois de novembre.
L'année 2013 révèle sa fille, Marina Maljković, qui entraîne l'équipe de Serbie de basket-ball féminin, qui atteint les demi-finales du Championnat d'Europe féminin 2013.

## Maljković et la NBA
Maljković est l'un des plus vifs adversaires au départ de plus en plus tôt des jeunes basketteurs européen en NBA. Il considère que c'est une erreur de rejoindre la ligue américaine sans avoir totalement terminé leur véritable apprentissage et sans une solide expérience, expérience qui pour lui peut être acquise lors des compétitions européennes telles que l'Euroligue.
Il fait ainsi une déclaration dans ce sens en 1989 lorsque Dino Rađa, qui évolue sous sa direction au Jugosplastika Split, est sélectionné par les Celtics de Boston lors de la Draft 1989 de la NBA. Il déclare alors que le gouvernement yougoslave devrait interdire la possibilité aux joueurs âgés de moins de vingt-six ans de quitter le pays. Un autre exemple de cette opposition s'est produit lorsque le joueur français Mickaël Gelabale, après une bonne première saison au Real, décide de rejoindre la franchise des Supersonics de Seattle à la fin de sa deuxième année au Real. Maljković considère alors que le joueur français n'est pas suffisamment prêt, principalement sur le plan défensif.

## Clubs successifs
- 1971–1979 :  Usce Belgrade
- 1979–1981 :  OKK Radnicki
- 1981–1986 :  Étoile rouge Belgrade (adjoint)
- 1986–1990 :  Jugoplastika Split
- 1990–1992 :  FC Barcelone
- 1992–1995 :  CSP Limoges
- 1995–1997 :  Panathinaïkos
- 1997–1998 :  Paris Basket
- 1999–2003 :  Unicaja Malaga
- 2004–2006 :  Real Madrid
- 2007 :  Tau Vitoria

## Palmarès
compétitions internationales 
- Euroligue
  - 1989, 1990 avec le Jugoplastika Split
  - 1993 avec le CSP Limoges
  - 1996 avec le Panathinaïkos
- Coupe Korać
  - 2001 avec Unicaja Malaga
  - Finaliste 2000 avec Unicaja Malaga
- Coupe intercontinentale 1997

 compétitions nationales 
- Champion de Yougoslavie 1988, 1989, 1990
- Super Coupe de Yougoslavie 1990
- Champion de France 1993, 1994
- Champion d'Espagne 2005
- Coupe de Yougoslavie 1988, 1989 et 1990
- Coupe de France 1994 et 1995
- Coupe de Grèce 1996
- Coupe du Roi 1991

## Distinctions personnelles
- Entraîneur européen de l'année 1989, 1990, 1993, 1996